# جون جوستين (سياسي)
جون جوستين (بالإنجليزية: John Heath)‏ هو محامي وسياسي أمريكي، ولد في 8 مايو 1758، وتوفي في 13 أكتوبر 1810 في ريتشموند في الولايات المتحدة. انتخب عضو مجلس نواب الولايات المتحدة عن ولاية فرجينيا وانتخب عضو مجلس النواب الأمريكي.